# Achilles: Legends Untold
 (avril 2025).
Si vous disposez d'ouvrages ou d'articles de référence ou si vous connaissez des sites web de qualité traitant du thème abordé ici, merci de compléter l'article en donnant les références utiles à sa vérifiabilité et en les liant à la section « Notes et références ».
Achilles: Legends Untold est un jeu vidéo de type action-RPG mélangeant des mécaniques Diablo-like et Souls-like de Dark Point Games dans lequel les joueurs incarnent le héros mythologique grec Achille. L'histoire proposée par le jeu se déroule après la Guerre de Troie.